# Рубан Данило Семенович
Рубан Данило Семенович (1620—1678) — сотник Глухівської сотні у 1671 році.

## Біографія
В 1671 році був обраний Глухівським сотником. В 1677 році став «полковником выборных полков пехотных».
Був убитий в 1678 році під Чигирином. Родовід

## Родинні стосунки
В 1671 році Данило Семеновича одружив свою доньку Євдокію на Михайлі Миклашенку (бл. 1640—1706) — тодішньому військовому товариші, а згодом Генеральному хорунжому та Генеральному осавулі.
|  | "поневаж в векуистую дому своего п. Данило Семенович Рубан, сотник глуховский, п. Михаила Миклашевского, товарища войскового, принявши приязнь, млин в с. Зазирках на реце Воргле стоячий, своим фундований и будований коштом, доброволне в моц, в держане и спокойное надал шафоване, теди и мы не контрадикуючи пана Рубана воле, иле и овшем респектуючи на п. Миклашевского щодение и верние при боку нашому послуги, которие доброй также ожидают заплаты, вишепомененний млин от п. Рубана и п. Миклашевскому отданий, нашим конферуем уневерсалом, до которого млина з ласки нашое и самое село под Глуховом названное Зазерки... зо всеми приналежностями на виживлене оному конферовалисмо..." Козацькі полки |

У них народились діти:
- Анастасія Михайлівна Миклашевська (Гамалія, Корецька) (1679 — ?)
- Прасковія Михайлівна Миклашевська (Лизогуб)
- Андрій Михайлович Миклашевський (? — бл. 1750)
- Степан Михайлович Миклашевський (? — бл. 1750)